# セドリック・ボーズマン
セドリック・ボーズマン（Cedric Bozeman、1983年3月7日 - ）は、アメリカ合衆国出身のバスケットボール選手である。身長198cm、体重98kgで、ポジションはスモールフォワード。
UCLAを卒業後、2013年から2015年まで東芝ブレイブサンダース神奈川に在籍した。この間、2014年のオールジャパン、NBL 2013-14シーズンの優勝に貢献した。
2016年にはBリーグ・B2の福島ファイヤーボンズと契約した。
2017年に栃木ブレックスと契約した。
2018年5月15日　栃木ブレックスを契約満了により退団
。